# Hans-Jochen Marquardt
Hans-Jochen Marquardt (* 1953 in Leipzig) ist ein deutscher Germanist, Ausstellungskurator sowie ehemaliger Museumsdirektor und Kulturpolitiker. Seine Forschungsschwerpunkte beinhalten Heinrich von Kleist und dessen Umfeld sowie die Geschichte von Reclams Universal-Bibliothek.

## Leben
Hans-Jochen Marquardt wurde 1953 als Sohn des Verlegers Hans Marquardt in Leipzig geboren. Von 1975 bis 1981 studierte er an der Universität Leipzig zunächst Journalistik und ab 1976 Germanistik. 1984 wurde er mit einer Arbeit zur Publizistik Heinrich von Kleists promoviert. Nach einem postgradualen hochschulpädagogischen Studium 1988/89 habilitierte er sich 1991 zu Adam Müller von Nitterdorf (Adam Heinrich Müller).
Zwischen 1990 und 1992 war Marquardt Mitglied der PDS-Fraktion im Leipziger Stadtrat, anschließend verließ er die Partei. Von 1992 bis 1995 lehrte er an der University of South Africa (UNISA) in Pretoria sowie an der Universität Kapstadt. Von 1996 bis 2001 war er Direktor des Kleist-Museums in Frankfurt (Oder). Zwischen 2002 und 2008 war Marquardt Beigeordneter für Kultur und Bildung der Stadt Halle (Saale). 2009 übernahm er für mehrere Jahre die Leitung der Abteilung Internationale Beziehungen der Nationalen Akademie der Wissenschaften Leopoldina in Halle (Saale).
2011 wurde in Leipzig auf Initiative Marquardts zu Ehren Reclams der Verein Literarisches Museum e.V. gegründet. Am 24. Oktober 2018 eröffnete in Leipzig das Reclam-Museum, dessen Objekte der umfangreichen Privatsammlung Marquardts zu Reclams Universal-Bibliothek entstammen.
Hans-Jochen Marquardt lebt und arbeitet in Halle (Saale). Neben seiner Publikationstätigkeit wirkt er seit 2012 als freiberuflicher Kurator von Ausstellungen, beispielsweise zu Reclams Universal-Bibliothek oder zum Leben von Wilhelmine von Zenge, der Verlobten Heinrich von Kleists und späteren Ehefrau Wilhelm Traugott Krugs.

## Schriften (Auswahl)
- Literarische Kommunikation und Genreentscheidung. Zur Publizistik Heinrich von Kleists, DNB 840923856. Leipzig, Univ., Diss. 1984.
- Der mündige Zeitungsleser. Anmerkungen zur Kommunikationsstrategie der „Berliner Abendblätter“. In: Wolfgang Barthel, Rudolf Loch (Hrsg.): Beiträge zur Kleist-Forschung (1986), ISSN 0232-7112, S. 7–36.
- Ästhetik der Toten – tote Ästhetik? Der neuere (glücklichere) Umgang mit Kleists Erbe in Christoph Heins Variation auf „Michael Kohlhaas“. In: Wolfgang Barthel, Rudolf Loch (Hrsg.): Beiträge zur Kleist-Forschung (1988), ISSN 0232-7112, S. 17–35.
- Selbsterkenntnis und Verantwortung. Wirkungsstrategische Aspekte der Publizistik Heinrich von Kleists. In: Zeitschrift für Germanistik 10 (1989), Nr. 5, ISSN 0323-7982, S. 558–566.
- Die Vermittlung zwischen Ökonomie und Poesie. Adam Heinrich Müllers Analyse der Französischen Revolution und deren Anwendung auf seine ästhetische Theorie. In: Deutsche Romantik und französische Revolution. Internationales Kolloquium, Karpacz, 28. September – 2. Oktober 1987 (= Germanica Wratislaviensia 80) (= Acta Universitatis Wratislaviensis 1115), Wrocław 1990, ISBN 83-229-0450-9, S. 169–179.
- „Der geschloßne Handelsstaat“. Zur konservativen Kritik einer aufklärerischen Utopie. Adam Müllers Replik auf Fichte. In: Deutsche Zeitschrift für Philosophie 39 (1991), Nr. 3, ISSN 2192-1482, S. 294–303.
- „Ein Traum, was sonst?“. Die Vision vom Nationalstaat in Adam Müllers Vorlesungen über Friedrich II. und Kleists vaterländisches Schauspiel. In: Wolfgang Barthel, Rudolf Loch (Hrsg.): Beiträge zur Kleist-Forschung (1992), ISSN 0232-7112, S. 25–48.
- „Rousseau ist immer das vierte Wort der Franzosen [...]“. Zum Frankreichbild Heinrich von Kleists während seiner Dresdner Zeit. In: Michel Espagne, Matthias Middell (Hrsg.): Von der Elbe bis an die Seine. Kulturtransfer zwischen Sachsen und Frankreich im 18. und 19. Jahrhundert (= Deutsch-Französische Kulturbibliothek 1). Leipzig, Leipziger Universitätsverlag 1993, ISBN 978-3-929031-11-9, S. 235–247.
- „Gegensätzische Identität“. Zu historisch-biographischen Voraussetzungen des Verhältnisses Adam Müller – Heinrich von Kleist. In: Wolfgang Barthel, Rudolf Loch (Hrsg.): Beiträge zur Kleist-Forschung (1993), ISSN 0232-7112, S. 80–93.
- Vermittelnde Geschichte. Zum Verhältnis von ästhetischer Theorie und historischem Denken bei Adam Heinrich Müller (= Stuttgarter Arbeiten zur Germanistik 276). Heinz, Stuttgart 1993, ISBN 978-3-88099-280-1.
- Mit dem Kopf durch die Wende. Zu Volker Brauns Gedicht „Das Eigentum“. In: Acta Germanica 22 (1994), ISSN 0065-1273, S. 115–130.
- Zur ästhetischen Theorie des deutschen Frühkonservatismus. Friedrich Schlegels und Adam Heinrich Müllers Wiener Vorlesungen von 1812. In: Acta Germanica 23 (1996), ISSN 0065-1273, S. 21–39.
- Ästhetik der Emanzipation – Emanzipation der Ästhetik? Zu Schillers Konzept des literarischen Publikums. In: Schiller heute (= Staufenburg-Colloquium 40). Stauffenburg, Tübingen 1996, ISBN 3-86057-140-0, S. 45–58.
- Auf dem Felde der Ehre. Heinrich von Kleist, Nation und Vaterland. In: Rüdiger Görner, Helen Kelley-Holmes (Hrsg.): Vermittlungen. German studies at the turn of the century. Festschrift für Nigel B. R. Reeves. Iudicium, München 1999, ISBN 3-89129-621-5, S. 11–24.
- Heinrich von Kleist. Die Geburt der Moderne aus dem Geiste „neuer Aufklärung“. In: Timothy J. Mehigan (Hrsg.): Heinrich von Kleist und die Aufklärung (= Studies in German literature, linguistics and culture). Camden House, Rochester, NY [u. a.] 2000, ISBN 1-57113-047-0, S. 22–45.
- Wolfgang Barthel, Hans-Jochen-Marquardt (Hrsg.): Heinrich von Kleist. 1777 - 1811. Leben, Werk, Wirkung, Blickpunkte. [Katalog der Dauerausstellung des Kleist-Museums]. Frankfurt (Oder) 2000, ISBN 3-9806758-6-6.
  - „Ich bin dir wohl ein Rätsel?“. Anmerkungen zu Kleists Sprache, S. 121–140.
- Peter Ensberg, Hans-Jochen Marquardt (Hrsg.): Politik – Öffentlichkeit – Moral: Kleist und die Folgen. I. Frankfurter Kleist-Kolloquium, 18.–19.10.1996 in Frankfurt (Oder) (= Stuttgarter Arbeiten zur Germanistik 408). Heinz, Stuttgart 2002, ISBN 978-3-88099-413-3.
  - Macht und Ohnmacht der Öffentlichkeit bei Heinrich von Kleist, S. 27–42.
- Peter Ensberg, Hans-Jochen Marquardt (Hrsg.): Recht und Gerechtigkeit bei Heinrich von Kleist. II. Frankfurter Kleist-Kolloquium, 17.–18.10.1997 in Frankfurt (Oder) (= Stuttgarter Arbeiten zur Germanistik 404). Frankfurt (Oder). Heinz, Stuttgart 2002, ISBN 978-3-88099-409-6.
  - Heinrich von Kleist und die gebrechliche Einrichtung des Rechts, S. 11–21.
- Peter Ensberg, Hans-Jochen Marquardt (Hrsg.): Kleists Beitrag zur Ästhetik der Moderne. III. Frankfurter Kleist-Kolloquium, 16.–17.10.1998 in Frankfurt (Oder) (= Stuttgarter Arbeiten zur Germanistik 410). Heinz, Stuttgart 2002, ISBN 978-3-88099-415-7.
- Peter Ensberg, Hans-Jochen Marquardt (Hrsg.): Kleist-Bilder des 20. Jahrhunderts in Literatur, Kunst und Wissenschaft. IV. Frankfurter Kleist-Kolloquium, 6.–7.8.1999 in Frankfurt (Oder) (= Stuttgarter Arbeiten zur Germanistik 414). Heinz, Stuttgart 2003, ISBN 978-3-88099-419-5.
  - Richard Samuels nachgelassene Korrespondenz und Handschriften, Heinrich von Kleist betreffend, S. 57–68.
- Peter Ensberg, Hans-Jochen Marquardt (Hrsg.): Internationale Konferenz „Heinrich von Kleist“ für Studentinnen und Studenten, für Nachwuchswissenschaftlerinnen und Nachwuchswissenschaftler. V. Frankfurter Kleist-Kolloquium in Frankfurt (Oder) (= Stuttgarter Arbeiten zur Germanistik 419). Heinz, Stuttgart 2003, ISBN 978-3-88099-424-9.
- Zwei unbekannte Briefe von Wilhelmine Krug, geborene von Zenge. In: Wolfgang de Bruyn, Barbara Gribnitz (Hrsg.): Gedankenstriche. Ein Journal des Kleist-Museums [2] (2012), ZDB-ID 2629408-4, S. 10–23.
- Unklassisch kleistisch. Zur neuen Dauerausstellung des Kleist-Museums. „Rätsel. Kämpfe. Brüche. Die Kleist-Ausstellung“. In: Heilbronner Kleist-Blätter 26 (2014), ZDB-ID 1342435-x, S. 282–287.
- Wilhelmine Krug, geborene von Zenge. Ein Lebensbild. In: Wolfgang de Bruyn, Barbara Gribnitz (Hrsg.): Gedankenstriche. Ein Journal des Kleist-Museums [5] (2015), ZDB-ID 2629408-4, S. 32–53.
- Totengespräch. Kleist und Goethe. In: Heilbronner Kleist-Blätter 27 (2015), ZDB-ID 1342435-x, S. 356–359.
- Zeugnisse eines universalen Programms. Über meine Reclam-Sammlung. In: Aus dem Antiquariat. Zeitschrift für Antiquare und Büchersammler N.F. 13 (2015), Nr. 5, ISSN 0343-186X, S. 199–201.
- 150 Jahre Reclams Universal-Bibliothek. Eine Erinnerung an die rechtlichen Voraussetzungen ihrer Gründung und an ihre Entwicklung bis 1945. In: Leipziger Almanach 2015/16. Informationen, Kalendarien, Aufsätze, Hrsg.: Stadt Leipzig, der Oberbürgermeister, Stadtarchiv Leipzig. Leipziger Universitätsverlag, Leipzig 2017, ISBN 978-3-96023-178-3, S. [83]–118.
- Über etwas, das Krug gesagt hat über etwas, das Müller gesagt hat über etwas [...]. Zu einer Leipziger Fehde im Jahr des 300jährigen Reformationsjubiläums 1817. In: Leipziger Blätter 70 (2017), ISSN 0232-7244, S. 13–15.
- „Leuchtende Tage ...“. Auf Reclams Spuren in Leipzig. In: Leipziger Blätter 71 (2017), ISSN 0232-7244, S. 16–20.
- Reclams Universal-Bibliothek. Vollständiges Verzeichnis nach Bandnummern 1867 bis 1945. Reclam, Stuttgart 2018, ISBN 978-3-15-950526-8.
- Adam Heinrich Müller. Ein kurzer Abriß von Leben und Werk. In: Günther Emig, H. Herrmann, Peter Staengle (Hrsg.): Ach, Kleist! Das Jahrbuch für alle, die etwas (Neues) zu sagen haben 1 (2019). Günther Emigs Literatur-Betrieb, ISSN 2627-4981, S. 44–67.
- Das Loch im Geldbeutel. Zwei Briefe Adam Heinrich Müllers an Otto August Rühle von Lilienstern aus dem Jahr 1808. In: Kleist-Jahrbuch 2020. Im Auftrag des Vorstandes der Heinrich-von-Kleist-Gesellschaft und des Kleist-Museums hg. v. Andrea Allerkamp, Andrea Bartl, Anne Fleig, Barbara Gribnitz, Hannah Lotte Lund und Martin Roussel, S. 117–127.
- Der Sprung ins Wasser und die Flucht ins Freie. Zu Goethes „wunderlichen Nachbarskindern“ und Kleists „Marquise von O….“. In: Günther Emig, H. Herrmann, Peter Staengle (Hrsg.): Ach, Kleist! Das Jahrbuch für alle, die etwas (Neues) zu sagen haben, 3 (2020). Günther Emigs Literatur-Betrieb, S. 22–61.
- Reden und Schweigen. Kommunikation in Heinrich von Kleists Schauspiel "Prinz Friedrich von Homburg." In: Günther Emig, H. Herrmann, Peter Staengle (Hrsg.): Ach, Kleist! Das Jahrbuch für alle, die etwas (Neues) zu sagen haben. 4 (2022). Günther Emigs Literatur-Betrieb, S. 39–79.
- Verbreitet und verwendet. Heinrich von Kleist in Reclams Universal-Bibliothek bis 1945. In: Günther Emig, H. Herrmann, Peter Staengle (Hrsg.): Ach, Kleist! Das Jahrbuch für alle, die etwas (Neues) zu sagen haben. 5 (2023). Günther Emigs Literatur-Betrieb, S. 9–119.